# Alexander Hutchinson
Alexander Hutchinson (* 4. Juli 1764 in Grafton, Province of Massachusetts Bay; † 25. Februar 1853 in Pomfret, Vermont) war ein US-amerikanischer Politiker und Geschäftsmann, der von 1806 bis 1813 und 1815 bis 1817 State Auditor von Vermont war.

## Leben
Alexander Hutchinson auch Alex oder Alex'r genannt, wurde in Massachusetts geboren. Er war zeitlebens Junggeselle und wuchs in Woodstock auf. Dort wurde er ein erfolgreicher Kaufmann und hatte einen Ruf als Exzentriker.
Hutchinson war ein Veteran der Amerikanischen Revolution und zusammen mit anderen Mitgliedern seiner Miliz-Einheit kam er zur Miliz in der Zeit nach dem Royalton Raid, einem von Briten geführten Indianer-Angriff auf mehrere Towns entlang des White River Valley in der Vermont Republic.
Er hatte verschiedene öffentliche Ämter inne, darunter am Nachlassgericht und als Postmeister.
Er war von 1806 bis 1813 und 1815 bis 1817 State Auditor von Vermont.
Hutchinson starb in Pomfret, Vermont am 25. Februar 1853. Sein Grab befindet sich auf dem Cushing Cemetery in Woodstock.